# Lago Quinault
El lago Quinault es un lago de  Estados Unidos situado en el Estado de Washington.

## Geografía
El lago se encuentra en la península Olympic, en el oeste del estado. Está en el Glaciar que formó el valle de Quinault y el río Quinault, en el límite sur del Parque nacional Olympic.
El lago pertenece a la nación india Quinault y es adyacente al Quinault Rain Forest, un bosque lluvioso templado. Esta zona es accesible desde la U.S. Route 101, la autopista que recorre la costa del Pacífico.

## Actividades
Las actividades del lago incluyen la pesca (con el permiso de los Quinaults), paseos por lugares pintorescos (unos 50 kilómetros rodeando el lago) y senderismo. La zona sur del lago cuenta con un sistema de senderos cortos, mantenidos por el Servicio Forestal de los Estados Unidos, que son accesibles a los excursionista algunos días. En la parte sur del lago se encuentra el histórico Alojamiento Lake Quinault y está dentro del Olympic National Forest. La parte norte del lago está bordeada principalmente por fincas privadas y algunos pequeños complejos turísticos.